# Brigasque
Die Brigasque (Brigašc) sind eine Sprachgruppe in den Ligurischen Alpen.
Sie leben in einigen kleinen Dörfern zwischen Ligurien, Piemont und der französischen Region Provence-Alpes-Côte d’Azur: La Brigue und Morignole im französischen Département Alpes-Maritimes, Realdo und Verdeggia im westlichen Ligurien und Piaggia, Upega, Carnino und Viozene im Piemont. Sie bilden eine eigene Kultur mit einer eigenen Variante des Ligurischen mit einem starken Einfluss des Okzitanischen, weswegen sie manchmal auch zu den Okzitaniern gezählt werden.

## Einige Wörter in Brigasque
| Okzitanisch        | Brigasque            | Ligurisch          | Italienisch   |
| ------------------ | -------------------- | ------------------ | ------------- |
| labrena            | labrena / cansëneštr | salamandra         | salamandra    |
| lhauç              | jlaus o žlaus        | lampu              | lampo         |
| besson, gemel      | binèe                | binélu             | gemello       |
| grolla             | causée/cuusée        | scarpa             | scarpa        |
| faudilh, faudal    | fudìi                | scussà             | grembiule     |
| ren                | ren                  | ninte – nièn       | niente        |
| quauquarren        | cücren               | cuarcosa – carcosa | qualcosa      |
| luenh              | lögn                 | luntàn             | lontano       |
| a raitz            | arè                  | du tüttu           | completamente |
| Deineal, Chalendas | Dëneàa               | natale – neà       | Natale        |
| bealera            | beàa/bearera         | béu                | canaletto     |
| agulha             | agüglia/agüya        | aguggia            | ago           |
| mai                | ciü - mai            | ciü                | più           |
| c(l)han, pl(h)an   | cian                 | cian               | piano         |
| fl(h)or            | sciu(u)              | sciùa              | fiore         |
| cl(h)au            | ciau                 | ciave              | chiave        |
| uelh               | ögl/öy               | öggiu              | occhio        |
| pont               | pont                 | punte              | ponte         |
| pòrc               | porc                 | porcu              | maiale        |
| muralha, mur       | muragn               | meàia              | muro          |
| escoba             | dëvìa                | spasùia            | scopa         |
| sentièr            | dëraira              | senté              | sentiero      |
| fea, feia          | fea                  | pégua              | pecora        |
| abelha             | abeglia/abeya        | ava                | ape           |
| aret               | aré                  | mutòn/muntun       | montone       |
| volp, rainard      | vurp / rinard        | gurpe              | volpe         |
| singlar            | sëngriée             | cinghiale          | cinghiale     |
| ruaa               | ruà                  | burgà              | borgata       |
| femna, molher      | femna                | muié/dona          | moglie        |
| òme                | om                   | maìu               | marito        |
| marrit, chaitiu    | marì                 | gramu              | cattivo       |